# Alexander Dietzen
Alexander Dietzen (* 1976 in Kaiserslautern, Rheinland-Pfalz) ist Oberstabsfeldwebel der Bundeswehr und einer der ersten vier Soldaten, die mit dem Ehrenkreuz der Bundeswehr für Tapferkeit ausgezeichnet wurden.

## Leben

Bataillonsabzeichen

Dietzen trat direkt nach der Schule am 1. Januar 1996 bei der Bundeswehr seinen Grundwehrdienst an, wurde dann Soldat auf Zeit und im Jahr 2003 Berufssoldat. Derzeit dient er in der 1. Kompanie des Fallschirmjägerbataillons 263 im rheinland-pfälzischen Zweibrücken.

## Auslandseinsätze der Bundeswehr
- 2006 war Dietzen bei der Mission EUFOR RD Congo der Europäischen Union in Afrika eingesetzt.
- Der ISAF-Einsatz 2008 in Afghanistan war sein zweiter Auslandseinsatz. Am 20. Oktober 2008 kam er nahe Kundus zusammen mit drei Kameraden trotz brennender Fahrzeuge und explodierender Munition weiteren Kameraden und einheimischen Kindern, die Opfer eines Selbstmordanschlages geworden waren, zu Hilfe.

## Orden und Ehrenzeichen
Dietzen wurde gemeinsam mit seinen drei Kameraden am 6. Juli 2009 im Kanzleramt durch Bundeskanzlerin Angela Merkel und Bundesverteidigungsminister Franz Josef Jung mit dem Ehrenkreuz der Bundeswehr für Tapferkeit ausgezeichnet.